# Trofeo Santiago Bernabéu 2017
El Trofeo Santiago Bernabéu 2017 fue la XXXVIII edición del torneo organizado por el Real Madrid. Se disputó en el Estadio Santiago Bernabéu el día 23 de agosto frente al club italiano Associazione Calcio Firenze Fiorentina.
El encuentro en esta ocasión tuvo el atractivo de homenajear la segunda Copa de Europa conseguida por los madridistas en el 60 aniversario de aquella final que se jugó el 30 de mayo de 1957 en el Santiago Bernabéu y en el que los madridistas vencieron (2-0), con goles de Di Stéfano y Paco Gento.

## El Partido
| 13    | POR   | Kiko Casilla      | 45' |
| 15    | DEF   | Theo Hernandez    |     |
| 4     | DEF   | Sergio Ramos      | 45' |
| 6     | DEF   | Nacho             | 45' |
| 19    | DEF   | Achraf Hakimi     |     |
| 18    | MED   | Marcos Llorente   | 72' |
| 24    | MED   | Dani Ceballos     | 72' |
| 20    | MED   | Marco Asensio     | 62' |
| 17    | MED   | Lucas Vázquez     | 72' |
| 7     | DEL   | Cristiano Ronaldo |     |
| 21    | DEL   | Borja Mayoral     | 72' |
| D. T. | D. T. | Zinedine Zidane   |     |

| 57    | POR   | Marco Sportiello  | 45' |
| 76    | DEF   | Bruno Gaspar      | 45' |
| 13    | DEF   | Davide Astori     | 45' |
| 20    | DEF   | Germán Pezzella   | 45' |
| 3     | DEF   | Cristiano Biraghi | 45' |
| 5     | MED   | Milan Badelj      | 45' |
| 17    | MED   | Jordan Veretout   | 45' |
| 25    | MED   | Federico Chiesa   | 45' |
| 9     | MED   | Giovanni Simeone  | 45' |
| 10    | DEL   | Valentin Eysseric | 45' |
| 28    | DEL   | Gil Dias          | 45' |
| D. T. | D. T. | Stefano Pioli     |     |

| 30 | POR | Luca Zidane   | 45' |
| 27 | DEF | Manu Hernando | 45' |
| 26 | DEF | Álvaro Tejero | 45' |
| 22 | MED | Isco          | 62' |
| 28 | DEF | Óscar         | 72' |
| 14 | MED | Casemiro      | 72' |
| 11 | DEL | Gareth Bale   | 72' |
| 8  | MED | Toni Kroos    | 72' |

| 97 | POR | Bartłomiej Drągowski | 45, 87' |
| 4  | DEF | Nikola Milenković    | 45'     |
| 15 | DEF | Maximiliano Olivera  | 45'     |
| 31 | DEF | Vitor Hugo           | 45'     |
| 40 | DEF | Nenad Tomović        | 45'     |
| 6  | MED | Carlos Sánchez       | 45, 92' |
| 7  | MED | Rafik Zekhnini       | 45'     |
| 24 | MED | Marco Benassi        | 45'     |
| 19 | MED | Sebastián Cristóforo | 45'     |
| 11 | MED | Ianis Hagi           | 45, 70' |
| 30 | DEL | Khouma Babacar       | 45'     |
| 14 | MED | Matías Fernández     | 70'     |
| 22 | POR | Michele Cerofolini   | 87'     |

| 7' · 33' | Borja Mayoral Cristiano Ronaldo | 2 |

| 4' | Jordan Veretout | 1 |

| 49' · 68' · 89' | Marco Benassi Sebastián Cristóforo Maximiliano Olivera |

| Principal  | Ignacio Iglesias Villanueva |
| Asistentes | Bandera de ?                |
|            | Bandera de ?                |
| Cuarto     | Bandera de ?                |

|  |                    |       |       |
|  | Tiros              | 13    | 8     |
|  | Tiros a puerta     | 4     | 2     |
|  | Faltas             | 6     | 20    |
|  | Fueras de juego    | 1     | 2     |
|  | Posesión del balón | 68.4% | 31.6% |

| 13    | POR   | Kiko Casilla      | 45' |
| 15    | DEF   | Theo Hernandez    |     |
| 4     | DEF   | Sergio Ramos      | 45' |
| 6     | DEF   | Nacho             | 45' |
| 19    | DEF   | Achraf Hakimi     |     |
| 18    | MED   | Marcos Llorente   | 72' |
| 24    | MED   | Dani Ceballos     | 72' |
| 20    | MED   | Marco Asensio     | 62' |
| 17    | MED   | Lucas Vázquez     | 72' |
| 7     | DEL   | Cristiano Ronaldo |     |
| 21    | DEL   | Borja Mayoral     | 72' |
| D. T. | D. T. | Zinedine Zidane   |     |

| 57    | POR   | Marco Sportiello  | 45' |
| 76    | DEF   | Bruno Gaspar      | 45' |
| 13    | DEF   | Davide Astori     | 45' |
| 20    | DEF   | Germán Pezzella   | 45' |
| 3     | DEF   | Cristiano Biraghi | 45' |
| 5     | MED   | Milan Badelj      | 45' |
| 17    | MED   | Jordan Veretout   | 45' |
| 25    | MED   | Federico Chiesa   | 45' |
| 9     | MED   | Giovanni Simeone  | 45' |
| 10    | DEL   | Valentin Eysseric | 45' |
| 28    | DEL   | Gil Dias          | 45' |
| D. T. | D. T. | Stefano Pioli     |     |

| 30 | POR | Luca Zidane   | 45' |
| 27 | DEF | Manu Hernando | 45' |
| 26 | DEF | Álvaro Tejero | 45' |
| 22 | MED | Isco          | 62' |
| 28 | DEF | Óscar         | 72' |
| 14 | MED | Casemiro      | 72' |
| 11 | DEL | Gareth Bale   | 72' |
| 8  | MED | Toni Kroos    | 72' |

| 97 | POR | Bartłomiej Drągowski | 45, 87' |
| 4  | DEF | Nikola Milenković    | 45'     |
| 15 | DEF | Maximiliano Olivera  | 45'     |
| 31 | DEF | Vitor Hugo           | 45'     |
| 40 | DEF | Nenad Tomović        | 45'     |
| 6  | MED | Carlos Sánchez       | 45, 92' |
| 7  | MED | Rafik Zekhnini       | 45'     |
| 24 | MED | Marco Benassi        | 45'     |
| 19 | MED | Sebastián Cristóforo | 45'     |
| 11 | MED | Ianis Hagi           | 45, 70' |
| 30 | DEL | Khouma Babacar       | 45'     |
| 14 | MED | Matías Fernández     | 70'     |
| 22 | POR | Michele Cerofolini   | 87'     |

| 7' · 33' | Borja Mayoral Cristiano Ronaldo | 2 |

| 4' | Jordan Veretout | 1 |

| 49' · 68' · 89' | Marco Benassi Sebastián Cristóforo Maximiliano Olivera |

| Principal  | Ignacio Iglesias Villanueva |
| Asistentes | Bandera de ?                |
|            | Bandera de ?                |
| Cuarto     | Bandera de ?                |

|  |                    |       |       |
|  | Tiros              | 13    | 8     |
|  | Tiros a puerta     | 4     | 2     |
|  | Faltas             | 6     | 20    |
|  | Fueras de juego    | 1     | 2     |
|  | Posesión del balón | 68.4% | 31.6% |

| 13    | POR   | Kiko Casilla      | 45' |
| 15    | DEF   | Theo Hernandez    |     |
| 4     | DEF   | Sergio Ramos      | 45' |
| 6     | DEF   | Nacho             | 45' |
| 19    | DEF   | Achraf Hakimi     |     |
| 18    | MED   | Marcos Llorente   | 72' |
| 24    | MED   | Dani Ceballos     | 72' |
| 20    | MED   | Marco Asensio     | 62' |
| 17    | MED   | Lucas Vázquez     | 72' |
| 7     | DEL   | Cristiano Ronaldo |     |
| 21    | DEL   | Borja Mayoral     | 72' |
| D. T. | D. T. | Zinedine Zidane   |     |

| 57    | POR   | Marco Sportiello  | 45' |
| 76    | DEF   | Bruno Gaspar      | 45' |
| 13    | DEF   | Davide Astori     | 45' |
| 20    | DEF   | Germán Pezzella   | 45' |
| 3     | DEF   | Cristiano Biraghi | 45' |
| 5     | MED   | Milan Badelj      | 45' |
| 17    | MED   | Jordan Veretout   | 45' |
| 25    | MED   | Federico Chiesa   | 45' |
| 9     | MED   | Giovanni Simeone  | 45' |
| 10    | DEL   | Valentin Eysseric | 45' |
| 28    | DEL   | Gil Dias          | 45' |
| D. T. | D. T. | Stefano Pioli     |     |

| 30 | POR | Luca Zidane   | 45' |
| 27 | DEF | Manu Hernando | 45' |
| 26 | DEF | Álvaro Tejero | 45' |
| 22 | MED | Isco          | 62' |
| 28 | DEF | Óscar         | 72' |
| 14 | MED | Casemiro      | 72' |
| 11 | DEL | Gareth Bale   | 72' |
| 8  | MED | Toni Kroos    | 72' |

| 97 | POR | Bartłomiej Drągowski | 45, 87' |
| 4  | DEF | Nikola Milenković    | 45'     |
| 15 | DEF | Maximiliano Olivera  | 45'     |
| 31 | DEF | Vitor Hugo           | 45'     |
| 40 | DEF | Nenad Tomović        | 45'     |
| 6  | MED | Carlos Sánchez       | 45, 92' |
| 7  | MED | Rafik Zekhnini       | 45'     |
| 24 | MED | Marco Benassi        | 45'     |
| 19 | MED | Sebastián Cristóforo | 45'     |
| 11 | MED | Ianis Hagi           | 45, 70' |
| 30 | DEL | Khouma Babacar       | 45'     |
| 14 | MED | Matías Fernández     | 70'     |
| 22 | POR | Michele Cerofolini   | 87'     |

| 7' · 33' | Borja Mayoral Cristiano Ronaldo | 2 |

| 4' | Jordan Veretout | 1 |

| 49' · 68' · 89' | Marco Benassi Sebastián Cristóforo Maximiliano Olivera |

| Principal  | Ignacio Iglesias Villanueva |
| Asistentes | Bandera de ?                |
|            | Bandera de ?                |
| Cuarto     | Bandera de ?                |

|  |                    |       |       |
|  | Tiros              | 13    | 8     |
|  | Tiros a puerta     | 4     | 2     |
|  | Faltas             | 6     | 20    |
|  | Fueras de juego    | 1     | 2     |
|  | Posesión del balón | 68.4% | 31.6% |

| 13    | POR   | Kiko Casilla      | 45' |
| 15    | DEF   | Theo Hernandez    |     |
| 4     | DEF   | Sergio Ramos      | 45' |
| 6     | DEF   | Nacho             | 45' |
| 19    | DEF   | Achraf Hakimi     |     |
| 18    | MED   | Marcos Llorente   | 72' |
| 24    | MED   | Dani Ceballos     | 72' |
| 20    | MED   | Marco Asensio     | 62' |
| 17    | MED   | Lucas Vázquez     | 72' |
| 7     | DEL   | Cristiano Ronaldo |     |
| 21    | DEL   | Borja Mayoral     | 72' |
| D. T. | D. T. | Zinedine Zidane   |     |

| 57    | POR   | Marco Sportiello  | 45' |
| 76    | DEF   | Bruno Gaspar      | 45' |
| 13    | DEF   | Davide Astori     | 45' |
| 20    | DEF   | Germán Pezzella   | 45' |
| 3     | DEF   | Cristiano Biraghi | 45' |
| 5     | MED   | Milan Badelj      | 45' |
| 17    | MED   | Jordan Veretout   | 45' |
| 25    | MED   | Federico Chiesa   | 45' |
| 9     | MED   | Giovanni Simeone  | 45' |
| 10    | DEL   | Valentin Eysseric | 45' |
| 28    | DEL   | Gil Dias          | 45' |
| D. T. | D. T. | Stefano Pioli     |     |

| 30 | POR | Luca Zidane   | 45' |
| 27 | DEF | Manu Hernando | 45' |
| 26 | DEF | Álvaro Tejero | 45' |
| 22 | MED | Isco          | 62' |
| 28 | DEF | Óscar         | 72' |
| 14 | MED | Casemiro      | 72' |
| 11 | DEL | Gareth Bale   | 72' |
| 8  | MED | Toni Kroos    | 72' |

| 97 | POR | Bartłomiej Drągowski | 45, 87' |
| 4  | DEF | Nikola Milenković    | 45'     |
| 15 | DEF | Maximiliano Olivera  | 45'     |
| 31 | DEF | Vitor Hugo           | 45'     |
| 40 | DEF | Nenad Tomović        | 45'     |
| 6  | MED | Carlos Sánchez       | 45, 92' |
| 7  | MED | Rafik Zekhnini       | 45'     |
| 24 | MED | Marco Benassi        | 45'     |
| 19 | MED | Sebastián Cristóforo | 45'     |
| 11 | MED | Ianis Hagi           | 45, 70' |
| 30 | DEL | Khouma Babacar       | 45'     |
| 14 | MED | Matías Fernández     | 70'     |
| 22 | POR | Michele Cerofolini   | 87'     |

| 7' · 33' | Borja Mayoral Cristiano Ronaldo | 2 |

| 4' | Jordan Veretout | 1 |

| 49' · 68' · 89' | Marco Benassi Sebastián Cristóforo Maximiliano Olivera |

| Principal  | Ignacio Iglesias Villanueva |
| Asistentes | Bandera de ?                |
|            | Bandera de ?                |
| Cuarto     | Bandera de ?                |

|  |                    |       |       |
|  | Tiros              | 13    | 8     |
|  | Tiros a puerta     | 4     | 2     |
|  | Faltas             | 6     | 20    |
|  | Fueras de juego    | 1     | 2     |
|  | Posesión del balón | 68.4% | 31.6% |

| Bandera de España               |
| Campeón Real Madrid 27.o título |